# وليام سيبولد
كان وليام جورج سيبولد فيلهلم جورج ديبروفسكي؛ وُلد في العاشر من مارس عام 1899 في مولهيم بألمانيا، وتُوفي في السادس عشر من فبراير عام 1970 في والنت بكاليفرونيا مواطنًا أمريكيًا، أُرغم على أن يصبح جاسوسًا عندما زار ألمانيا تحت ضغوط العديد من القيادات النازية البارزة. أخبر سيبولد القنصل الأمريكي في كولوني قبل مغادرته لألمانيا ليصبح عميلًا مزدوجًا لمكتب التحقيقات الفدرالي. جنّد سيبولد 33 عميلًا بمساعدة عميل ألماني آخر وهو فريتز دوكين، ليُعرفوا في ما بعد باسم «عصابة دوكين التجسسية». اعتقل مكتب التحقيقات الفدرالي كل العملاء عام 1941، ليُدانوا بعد ذلك ويُحكم عليهم بالسجن لنحو 300 عام لهم جميعًا.

## نشأته
خدم سيبولد في الهيئة الهندسية بالجيش الألماني أثناء الحرب العالمية الأولى. هاجر بعد ذلك إلى الولايات المتحدة الأمريكية عام 1922، وهناك تزوج وعمل في الصناعة بمصانع الطائرات في كل من الولايات المتحدة الأمريكية وأمريكا الجنوبية. أصبح سيبولد مواطنًا أمريكيًا متجنّسًا في العاشر من فبراير عام 1936.
عاد سيبولد إلى ألمانيا في فبراير عام 1939 لزيارة والدته في مولهايم. عند وصوله إلى هامبورغ بألمانيا، تتبعه عميل من الغيستابو (البوليس السري النازي) وقال له إنهم سيتواصلون معه في المستقبل القريب بسبب خبرته التي اكتسبها بعد عمله في مصانع الطائرات بالولايات المتحدة الأمريكية. انتقل سيبولد إلى مولهايم وهناك تمكن من الحصول على عمل.

## إجباره على التجسس
في سبتمبر عام 1939، زار الدكتور غاسنر سيبولد في مولهايم، واستجوبه حول المعدّات والطائرات العسكرية للولايات المتحدة الأمريكية. طلب منه أيضًا العودة للولايات المتحدة كعميل سري لصالح ألمانيا. هدده غاسنر ورجل آخر يُدعى «الدكتور رينكن» بكشف المعلومات التي حذفها من طلبه المقدم للحصول على الجنسية الأمريكية حول مدة خدمته في أحد السجون الألمانية ما لم يقبل بطلبهم. في الواقع، كان الدكتور رينكن هو الرائد نيكولاس ريتر المسؤول عن التجسس العسكري النازي.
قبل سيبولد التعاون مع الاستخبارات النازية بعد التهديدات التي تلقاها بشأن عائلته وحياته وجنسيته. أُرسل سيبولد بعد ذلك لمدة سبعة أسابيع في برنامج تدريبي بهابورغ للتدرب على كيفية التعامل مع الموجات الراديوية السرية التي سوف يستخدمها عند عودته للولايات المتحدة الأمريكية.
أعطاه ريتر التعليمات النهائية قبل السماح له بالمغادرة للولايات المتحدة الأمريكية، وشملت أكواد راديوية ذات ترددات قصيرة، وكيفية استخدام الصور المجهرية. مُنِحَ سيبولد الاسم الحركي «هاري سافوير» والاسم الرمزي «ترامب» ورقم أبوير إيه.3549.
كُلّف سيبولد بمقابلة العديد من الجواسيس، وتقديم التعليمات لهم من ألمانيا، واستقبال الرسائل وإرسالها، ونقلها بطريقة مشفرة إلى ألمانيا. كان الهدف من مهمة سيبولد نجاح جهود الجواسيس في نقل الأسرار التقنية إلى ألمانيا خلال الحرب العالمية الثانية.

### التواصل مع سفارة الولايات المتحدة
زار سيبولد القنصلية الأمريكية في كولونيا قبل مغادرته ألمانيا، وأصر على التحدث إلى القنصل العام. أخبره أنه ابتُزّ ليصبح جاسوسًا صالح ألمانيا، لكنه يُدين بالولاء للولايات المتحدة الأمريكية، وعلى استعداد للتعاون مع مكتب التحقيقات الفدرالي بالولايات المتحدة. وافقت حكومة الولايات المتحدة الأمريكية، لكن في ذلك الوقت لم يكن هناك برنامج لمكافحة التجسس بالولايات المتحدة، فبدأ سيبولد بسرد أسماء الجواسيس الألمان داخل الدولة.
أبحر سيبولد من ميناء جنوة في إيطاليا لنيويورك في الثامن من فبراير عام 1940. وهناك أسس لنفسه (بمساعدة سرية من مكتب التحقيقات الفدرالي) مكتبًا استشاريًا لهندسة الديزل بميدان التايمز في مانهاتن.

## عصابة دوكين التجسسية
بمساعدة مكتب التحقيقات الفدرالي الأمريكي، استطاع هاري ساوير الحصول على مكتب في ميدان التايمز لشركته تحت اسم «شركة بحوث الديزل». وفّر هذا المكتب أجواء تبدو آمنه للجواسيس النازيين لعقد اجتماعاتهم المريحة ومناقشة خططهم مع سيبولد. سمح المكتب أيضًا للجواسيس بإرسال تقاريرهم إلى الشركات المصنِّعة النازية مثل «شركة الطائرات المدمجة»، حيثُ سيتلقون بعد ذلك رسائل مثل «تطوير محركات الديزل» لإعداد تقارير حولها. كان الجواسيس يأتون إلى مكتب سيبولد لتسليم معلومات وقت الحرب والعديد من المعلومات الحساسة الأخرى الخاصة بالولايات المتحدة الأمريكية. ومع ذلك، جُهّز المكتب بالميكروفونات السرية والمرايا المتبادلة -ثنائية الاتجاه- ليكون عملاء مكتب التحقيقات الفدرالي قادرين على تسجيل الاجتماعات لاستخدامها في المُستقبل. باستخدام مكتب سيبولد، كان مكتب التحقيقات الفدرالي قادرًا على تسجيل عدد لا نهائي من ساعات تصوير الجريمة. فعلى سبيل المثال، قُبض على قائد المجموعة فريتز جوبيرت دوكين وهو يشرح كيف يمكن أن تشتعل النيران في المصانع العسكرية لعرقلة الإنتاج، وكان يعرض صورًا فوتوغرافية لمخططات قنبلة جديدة يجري بناؤها في الولايات المتحدة الأمريكية. وفي بعض اللقطات، ظهر وهو يشرح خطته لتفجير أحد المباني، ووصل إلى أبعد من ذلك بإحضاره للديناميت وكبسولات التفجير إلى مكتب سيبولد.
كُلّف سيبولد بالتواصل مع فريتز دوكين والذي كان يحمل كود DUNN، وهو جاسوس ألماني في نيويورك منذ الحرب العالمية الأولى، وقبل ذلك عمل جاسوسًا في بوير -مستعمرة في جنوب إفريقيا- إبان حرب بوير الثانية. كان يعمل دوكين صحفيًا في جريدة نيويورك هيرالد، وكان المُنسق العام لعمليات الجواسيس النازيين في الولايات المتحدة الأمريكيّة. تواصل دوكين مع شركات التكنولوجيا وتصنيع الطائرات العسكرية وطلب منهم بعض المعلومات الخاصة مُدعيًا استخدامها في إلقاء مُحاضراته، وكان يرسل بانتظام أي صورة أو خطة يحصل عليها إلى الفياماخت -أحد فروع القوات السرية النازية-.
كان دوكين قلقًا للغاية في اجتماعه الأول في مكتب سيبولد بسبب شكه في وجود أجهزة تصنت، لذلك قدّم لسيبولد مذكرة تقترح نقل اجتماعاتهم إلى مكان آخر للتحدث بشكل أعمق وأوسع. بعد انتقالهم إلى أحد المطاعم الآلية للوجبات السريعة، تبادل الرجلان المعلومات حول أعضاء نظام التجسس الألماني الذين كانوا على اتصال معهم.
التقى سيبولد في مكتبه بالعديد من الجواسيس النازيين الذين كانوا يريدون تمرير المعلومات السرية التي حصلوا عليها حول الدفاع الوطني وأوقات الحرب إلى الغيستابو في وجود الكاميرات السرية التي زرعها مكتب التحقيقات الفدرالي.
كان دوكين يزود سيبولد بالمعلومات لنقلها إلى ألمانيا أثناء اجتماعاتهم المتكررة، إذ كانت كل تلك الاجتماعات مسجلة بالصوت والصورة من قبل عملاء مكتب التحقيقات الفدرالي. قدم دوكين المناهض بشدة للمملكة المتحدة الكثير من المعلومات حول الأمن القومي الأمريكي، وإبحار السفن إلى الموانئ البريطانية، والتقنيات الجديدة. وكان يحصل على العديد من الدفعات المالية من ألمانيا نظير خدماته تلك.
في يونيو عام 1941، اعتقل مكتب التحقيقات الفدرالي 33 عميلًا ألمانيًا كانوا أعضاء في شبكة سيبولد. أقرّ تسعة عشر منهم بالذنب، وحُكم على الباقين من قبل المحكمة الفدرالية في نيويورك في سبتمبر عام 1941. حُكم على الجواسيس الثلاثة والثلاثون من عصابة دوكين التجسسية بقضاء نحو 300 سنة بالسجن، وحُكم على دوكين نفسه بالسجن لنحو 18 سنة. كانت هذه الشبكة أكبر قضية تجسس في تاريخ الولايات المتحدة الأمريكية تنتهي بإدانة أعضائها.
كنتيجة للنجاح الكبير في التحقيقات الخاصة بعصابة دوكين التجسسية، عندما دخلت الولايات المتحدة الحرب العالمية الثانية، كان مكتب التحقيقات الفدرالي واثقًا بعدم وجود شبكة تجسس كبيرة بين ثنايا المجتمع الأمريكي. طبقًا لصحيفة الديلي ميل، فإن اعتقال الجواسيس في ذلك الوقت حرم أدولف هتلر من مساعدة جواسيسه في الفترة التي كان فيها بأمسّ الحاجة إليهم، وكانت الإدانات الصادرة بحق الجواسيس الألمان في الثاني عشر من ديسمبر عام 1941، أي قبل يوم واحد من إعلان الولايات المتحدة الأمريكية الحرب رسميًا ضد ألمانيا النازية وإيطاليا.
اختفى سيبولد عندما انتهت المحاكمة، ليدخل ضمن برنامج حماية الشهود للحكومة الأمريكية وانتقل إلى كاليفورنيا تحت هوية مستعارة. عمل بعد ذلك ضمن عدد لا نهائي من الوظائف، حتى أنه حاول تربية الدجاج، لكنه لم يستطع الاستمرار في أي من تلك الوظائف وكان يعاني دومًا بسبب مشاكله الصحية. بالإضافة إلى ذلك، حصل على رسائل من عائلته في ألمانيا تشرح له كم يريد النازيين الانتقام منه، ما سبّب له حالة من الخوف الدائم. شُخص سيبولد بإصابته بالهوس الاكتئابي فنُقل إلى مستشفى ولاية نابا في عام 1965. تُوفي بعدها بنحو خمس سنوات بسبب إصابته بأزمة قلبية.

## الكتب والأفلام
تشمل الكتب التي تناولت عمل سيبولد كعميل مزدوج الآتي:
كتاب من جواز سفر إلى خيانة عظمى: القصة الخفية للجواسيس في أمريكا، من تأليف آلان هيند عام 1943.
كتاب العميل المزدوج: البطل الأول للحرب العالمية الثانية وكيف دمّر مكتب التحقيقات الفدرالي دائرة التجسس النازية، من تأليف بيتر دوفي عام 2014.

### الأفلام
فيلم الإثارة «ذي هاوس أون 92 ستريت»، وهو يتناول الوجه الخفي لقصة عصابة دوكين التجسسية.